# Ansonia malayana
Ansonia malayana е вид земноводно от семейство Крастави жаби (Bufonidae).

## Разпространение
Видът е разпространен в Малайзия и Тайланд.